# Museum im Kleihues-Bau

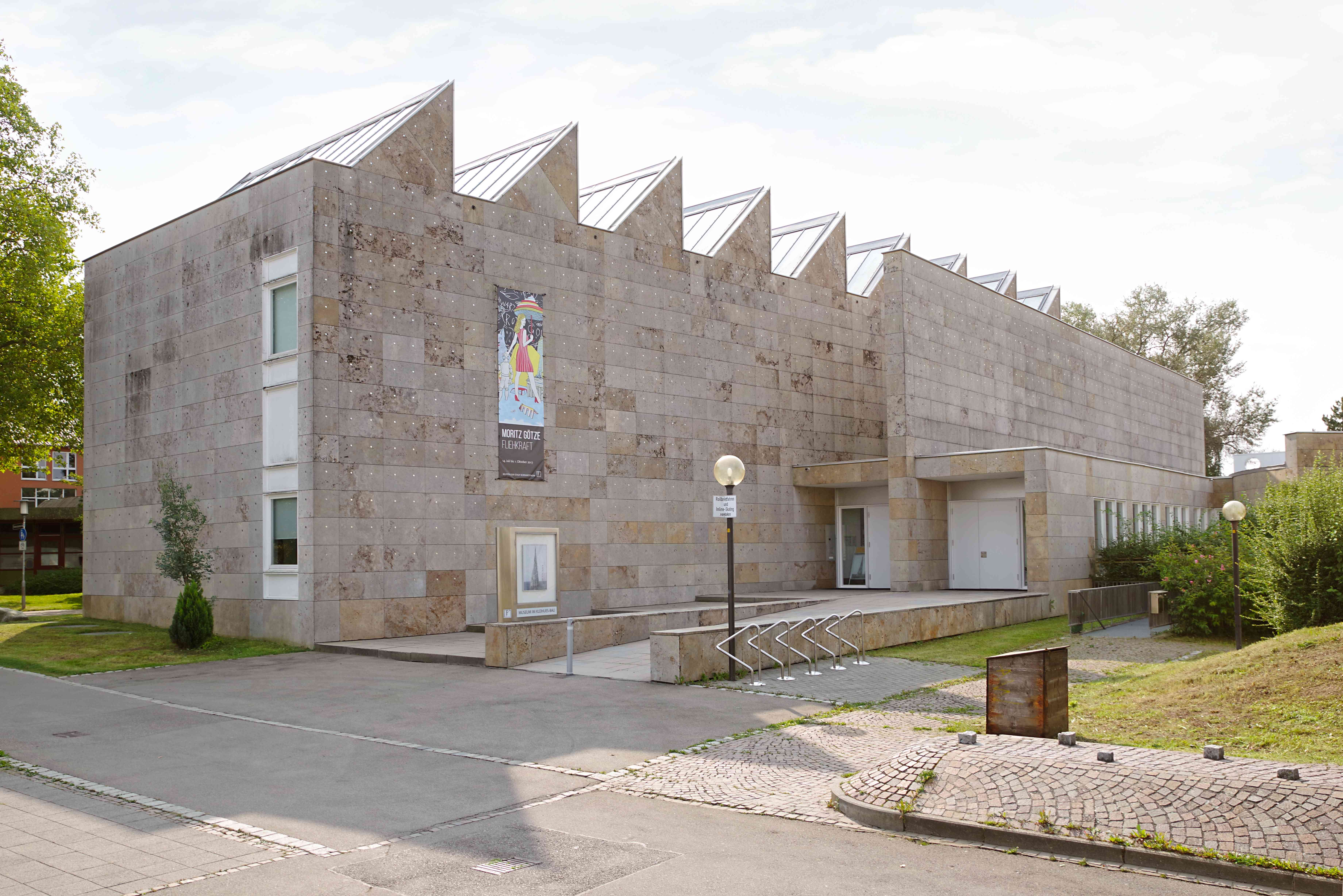
Außenansicht des Museums im Kleihues-Bau

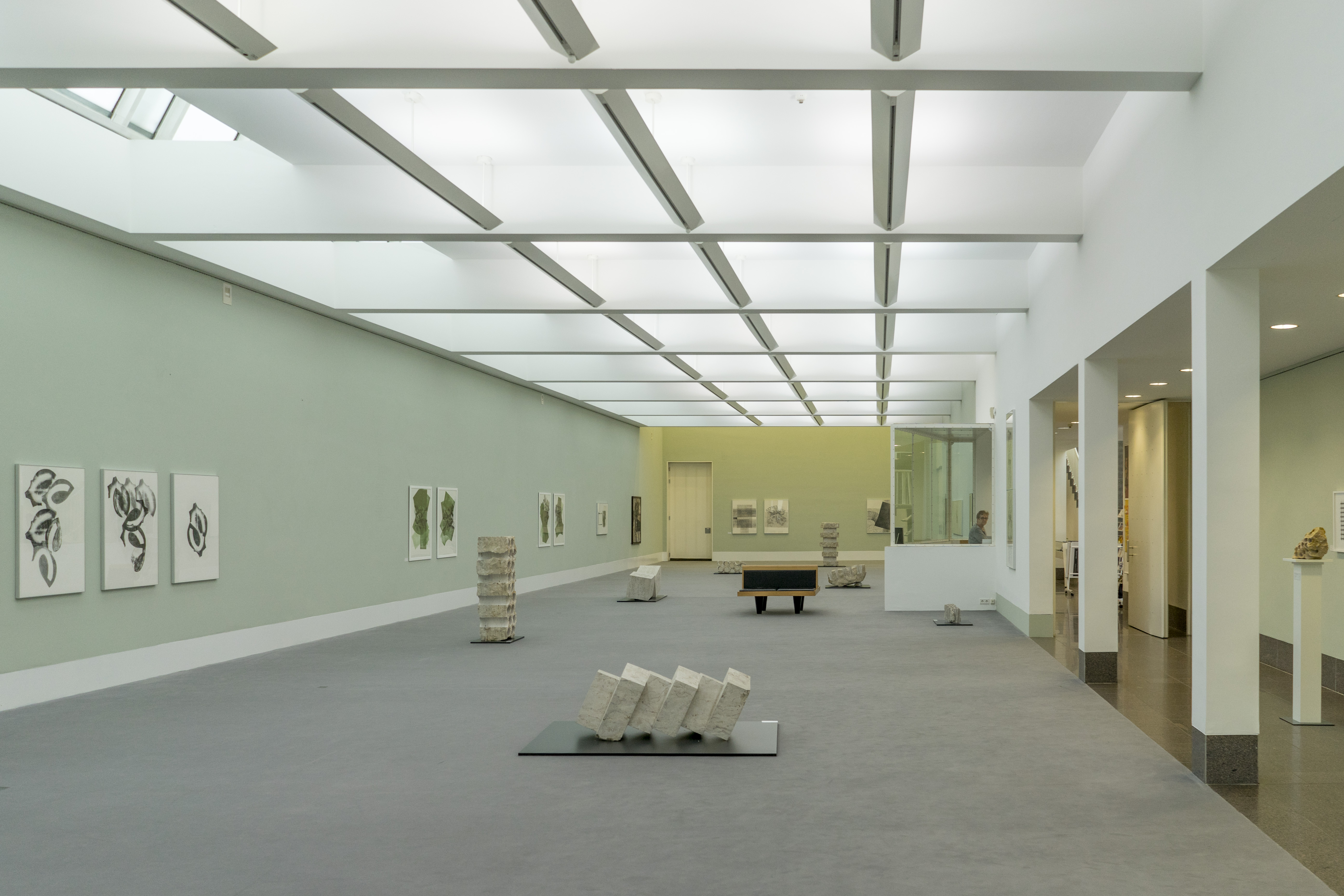
Die Haupthalle des Museums im Grundriss des Parallelogramms mit einer Neigung von 7 Grad

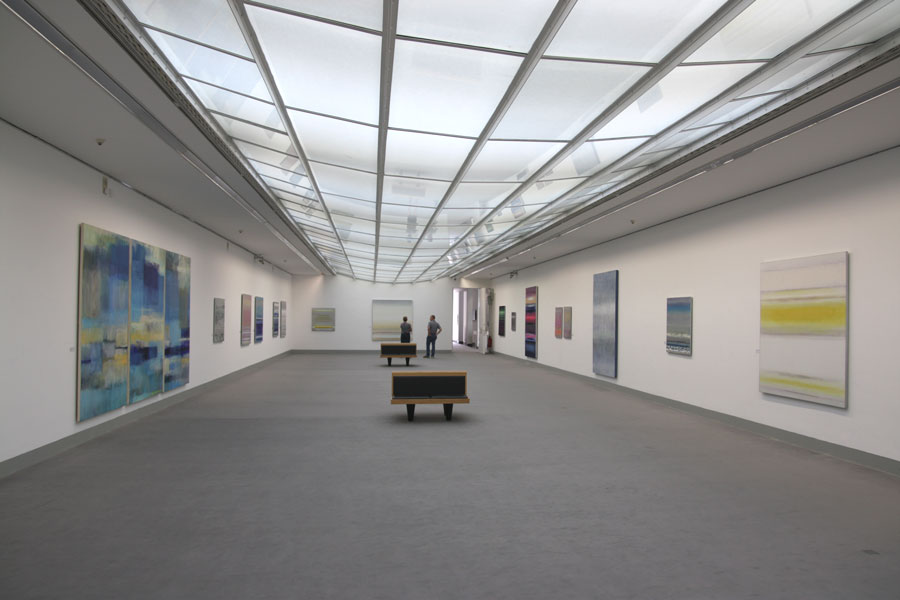
Obergeschoss des Museums. Sheddächer lenken das Tageslicht in den Ausstellungssaal.

Das Museum im Kleihues-Bau in Kornwestheim (Landkreis Ludwigsburg, Baden-Württemberg) ist ein städtisches Museum. Die Sammlung umfasst vorwiegend Werke deutscher Kunst des 20. und 21. Jahrhunderts.

## Geschichte
Die „Galerie der Stadt Kornwestheim“ besteht seit 1975, damals noch ohne eigene Sammlung und Ausstellungslokalität. In den 1970er und 1980er Jahren wurden wechselnde Ausstellungen im damaligen Kulturhaus präsentiert.
Nachdem die Stadt eine umfangreiche Schenkung mit mehreren hundert Werken aus dem Nachlass Manfred Henninger erhalten hatte, wurde 1987 vom Gemeinderat der Bau eines eigenen Galeriegebäudes beschlossen. Der Architekt Prof. Josef Paul Kleihues wurde mit der Planung beauftragt und der Bau 1988/89 errichtet.
Der Kleihues-Bau wurde am 24. November 1989 mit der großen Landesausstellung zu Philipp Matthäus Hahn eröffnet. Die erste Kunstausstellung im Haus zeigte im Jahr darauf „Joseph Beuys – Plastische Bilder und Wasserfarbenbilder“ (Oktober 1990 bis Januar 1991). Es folgten unter anderem Ausstellungen mit Werken von Josef Paul Kleihues (1991), A. R. Penck (1996), Tomi Ungerer (1996), Georg Baselitz (1997).
Nach knapp dreijähriger Schließung ab dem Jahr 2000 wurde das Haus 2003 als „Museum im Kleihues-Bau“ wiedereröffnet und die Sammlung der Neukonzeption entsprechend seitdem kontinuierlich ausgebaut. Die Neukonzeption sah unter anderem auch einen in der Geschichte der Stadt verankerten kulturhistorischen Sammlungs- und Präsentationsbereich vor. 2015 feierte das Kunstmuseum sein 25-jähriges Bestehen.
Im Juni 2017 wurde das Museum im Kleihues-Bau in die Liste der Kulturdenkmale in Baden-Württemberg aufgenommen. Damit würdigte das Landesamt für Denkmalpflege die „hohe gestalterische Qualität und den sorgfältigen Entwurf des Baus“, der von der Architektur bis ins Ausstattungsdetail gehe, so die Behörde in ihrer Begründung.

### Bisherige Leiter des Museums
- Barbara Strieder (1990–1993)
- Jens Kräubig (1993–1999)
- Irmgard Sedler (2003–2018)
- Saskia Dams (seit 2018)

## Gebäude
Der Kleihues-Bau steht an der südöstlichen Ecke des Kornwestheimer Marktplatzes. Es besteht im Grundriss aus einem Parallelogramm mit 7 Grad Schräge und einem Halbkreis. Der parallelogrammförmige Raum stellt dabei zweistöckig den Hauptausstellungsraum dar. Der halbkreisförmige Raum, auch „Galerieversammlungssaal“ genannt, öffnet sich durch flächige Verglasung in zwei Richtungen zum Garten und einer Terrasse. Er steht als Präsentationsraum für museale Zwecke als auch für Rahmenveranstaltungen zur Verfügung. Die Außenwände des Gebäudes sind mit Cannstatter Travertin verkleidet.
Das Kunstmuseum verfügt über eine Ausstellungsfläche von knapp 400 m² im Erdgeschoss und weiteren 320 m² im Obergeschoss. Beide Ebenen verbindet eine sich nach oben verjüngende Treppenkonstruktion. Durch eine östlich ausgerichtete Schrägverglasung erhält der untere Ausstellungsraum Tageslicht. Im Obergeschoss sorgt eine im Kreissegment geschwungene Lichtdecke für optimale Lichtverhältnisse. Sheddächer fangen aus nördlicher Richtung die Lichtquelle ein und lenken sie in den Ausstellungssaal.

## Sammlung
Der Kunstbestand des Museums umfasst knapp 3.000 Exponate vorwiegend deutscher Kunst aus dem 20. und 21. Jahrhundert von Max Ackermann und Ulrich Barnickel über Gert Fabritius und HAP Grieshaber bis zu Manuela Tirler und Katharina Zipser.
Das Kernstück der Sammlung bilden knapp 700 Werke des schwäbischen Spätimpressionisten Manfred Henninger (1894–1986), einem der Mitbegründer der Stuttgarter Neuen Sezession (1929). Bei der wissenschaftlichen Aufarbeitung des Nachlasses wird das Museum durch den 2009 gegründeten Förderverein Manfred Henninger unterstützt.
Im Aufbau befindet sich eine Sammlung zeitgenössischer Kunst mit Hauptaugenmerk auf der Künstlerszene in Südwestdeutschland sowie eine weitere Sammlung mit Arbeiten namhafter Werbegraphiker (Otto Glaser, Franz Weiss), die im 20. Jahrhundert im Dienst des Kornwestheimer Weltkonzernes SALAMANDER standen. Eine umfangreiche Kunstbibliothek mit über 2.500 Bänden, eine beachtliche Foto- und Filmsammlung sowie eine Sammlung zur historischen Schuhmode ergänzen den Bestand.

## Ausstellungen und Publikationen
Das Museum im Kleihues-Bau präsentiert mehrmals jährlich wechselnde Ausstellungen.

### Auswahl der Ausstellungen seit 1990
- 1990/91: „Joseph Beuys - Plastische Bilder“
- 1991: „Josef Paul Kleihues - Museumsprojekte (1972–1990)“
- 1993: „Günther C. Kirchberger - Bilder 1957–1993“
- 1995: „Klaus Kinold - Architekturphotograpie“
- 1996: „Tomi Ungerer - Werkschau 1956–1995“
- 1996: „A. R. Penck - Zeichnungen und Aquarelle (1965–1977) aus Der Sammlung Ludwig-Forum für Internationale Kunst/Aachen und Gemälde (1962–1989)“
- 1997: „Georg Baselitz - Frühe Arbeiten auf Papier“
- 1998/99: „Künstler der Gruppe COBRA und SPUR“
- 1999: „Ingo Baumgarten - Malerei“
- 1999: „Expressionismus - Werke aus der Sammlung Selinka“
- 2005/06: „Audrey Hepburn - An Intimate Collection by Bob Willoughby“
- 2006/07: „Leni Riefenstahl - Die kompromittierte Ästhetik“
- 2007/08: „Linda McCartney“
- 2008: „Shackleton – Fotos aus dem Eis“
- 2010/11: „Cathleen Naundorf - art + fashion“
- 2011: „HAP Grieshaber - Zwischen Himmel und Erde“
- 2012: „Marlene by Milton Greene“
- 2012: „Markus Lüpertz - Mythologisches“
- 2012: „Christopher Thomas - New York Sleeps“
- 2013: „Günther C. Kirchberger - Im Fokus“
- 2013/14: „Manuela Tirler - Weed Control II“
- 2014: „Katharina Zipser - Retrospektive Kath“
- 2016: „Markus Lüpertz - Einblicke“
- 2017/18: „Werner Pokorny“
- 2018/19: „Laura Ford - Stories we tell ourselves“
- 2019: „Nicole Bianchet - Neverland“
- 2019: „Adrian Sauer - Spektren“
- 2019/20: „Luzia Simons - Naturgeschichten“
- 2019/20: „Manfred Henninger - Farbenrausch“
- 2020: „Herman de Vries - parts of a whole“
- 2020/21: „Roland Wesner - Die Regenbogenfalle“
- 2020/21: „Josef Paul Kleihues - Geometrie und Poesie“
- 2021/22: „René Wirths - Time is on my side“
- 2021/22: "Helden des Südwestens – Kultprodukte und Werbeikonen aus Baden-Württemberg"
- 2023: "Wundersame Welten – Von René Magritte bis Daniel Richter"